# Ephemerellidae
Los efemerélidos (Ephemerellidae) son una familia de insectos pertenecientes a la superfamilia Ephemerelloidea constituida por efímeras conocidas como ninfas reptantes o moscas de pescar. Están incluidas en el orden Ephemeroptera y son muy diversas; existen unas 90 especies, distribuidas por toda Asia, Oceanía, Europa y Norteamérica.

## Características
El cuerpo de las ninfas es más corto y ancho que el de los especímenes de otras familias, y está bien adaptado al camuflaje. Presentan branquias bífidas de tipo plumoso así como mandíbula con alargamientos no convergentes, a diferencia de otras familias de efímeras que los presentan convergentes. 

## Historia natural
Su hábitat es lótico-erosional; muchas de las especies habitan en secciones relativamente rápidas de arroyos y en pools lentos de arena, en diferentes tipos de sustrato, donde haya un flujo reducido. Incluso pueden encontrarse en las orillas de lagos con presencia de olas. Se desplazan nadando y aferrándose.
La mayoría de las especies producen una generación al año. Se reproducen tanto sexualmente como partenogenéticamente. Son principalmente detritívros del fondo de los arroyos. Ante la amenaza de un depredador, la larva eleva sus 3 colas en una «postura de escorpión» para aparentar mayor tamaño. Entonces las proyecta hacia adelante y golpea a su enemigo. La mayoría de las especies reaccionan cuando se las molesta.
De las cinco familias de efímeras asimiladas de este grupo, Ephemerellidae es, con diferencia, la más importante. Las especies del género Ephemerella son insectos de vida aérea cuando son imagos, y acuáticos en fase larvaria. Son muy utilizados por los pescadores para la pesca de río, así como sus imitaciones artificiales. 
La efímera o cachipolla Drunella paradinasi es una de las diez especies de aspecto similar presentes en España. Se distribuye por las montañas del interior de la península ibérica, siendo característica de aguas de sustratos ácidos, limpias, sobre sustrato pedregoso. Las diferentes eclosiones de insectos representan un fenómeno singular. Dependiendo de las condiciones del tiempo, se presentan de manera disímil. Días lluviosos y cubiertos brindan las eclosiones más densas. Cuando la eclosión de insectos se inicia, generalmente al mediodía, se observa cómo un enorme número de peces se mueven a la cabeza de rápidos, comenzando a tomar de manera excitada, emergentes y adultos. Las truchas entonces atacan a las efímeras con una gran voracidad, irrumpiendo en la superficie. La eclosión más conocida durante el año es la de Ephemerella spp. Ésta se inicia a mediados de junio y alcanza mediados de agosto.

## Taxonomía
La familia Ephemerellidae incluye 36 géneros:
- Adoranexa Jacobus & McCafferty, 2008
- Attenella Edmunds, 1971
- Caudatella Edmunds, 1959
- Caurinella Allen, 1984
- Cincticostella Allen, 1971
- Clephemera Lin Qibin, 1986 †
- Crinitella Allen & Edmunds, 1963
- Dannella Edmunds, 1959
- Dentatella Allen, 1980
- Derlethina Sartori, 2008
- Drunella Needham, 1905
- Dudgeodes Sartori, 2008
- Ephacerella Paclt, 1994
- Ephemerella Walsh, 1862
- Ephemerellina Lestage, 1924
- Eurylophella Tiensuu, 1935
- Hyrtanella Allen & Edmunds, 1976 †
- Indoganodes Selvakumar et al., 2014
- Janohyphella Selvakumar et al., 2014
- Lestagella Demoulin, 1970
- Manohyphella Allen, 1973
- Matriella Jacobus & McCafferty, 2008
- Melanemerella Ulmer, 1920
- Notacanthella Jacobus & McCafferty, 2008
- Penelomax Jacobus & McCafferty, 2008
- Quatica Jacobus & McCafferty, 2008
- Serratella Edmunds, 1959
- Spinorea Jacobus & McCafferty, 2008
- Teloganella Ulmer, 1939
- Teloganodes Eaton, 1882
- Teloganopsis Ulmer, 1939
- Timpanoga Needham, 1927
- Torleya Lestage, 1917
- Tsalia Jacobus & McCafferty, 2008
- Turfanerella Demoulin, 1954 †
- Vietnamella Chernova, 1972 †